# NGC 637
NGC 637 ist ein offener Sternhaufen im Sternbild Kassiopeia am Nordsternhimmel.
Das Objekt wurde im Jahre 1787 von William Herschel entdeckt.